# Pericyma disjuncta
Pericyma disjuncta là một loài bướm đêm trong họ Erebidae.